# متئو سرنی
متئو سرنی (انگلیسی: Matteo Sereni؛ زادهٔ ۱۱ فوریهٔ ۱۹۷۵) بازیکن فوتبال اهل ایتالیا است.
از باشگاه‌هایی که در آن بازی کرده‌است می‌توان به باشگاه فوتبال ایپسویچ تاون، باشگاه فوتبال برشا، باشگاه فوتبال تورینو، باشگاه فوتبال پیاچنزا، باشگاه فوتبال امپولی، باشگاه فوتبال سمپدوریا، و باشگاه ورزشی لاتزیو اشاره کرد.
وی همچنین در تیم ملی فوتبال زیر ۲۱ سال ایتالیا بازی کرده‌است.